# CD Shop Awards
Die CD Shop Awards (CDショップ大賞 Shīdī Shoppu Taishō) sind ein japanischer Musikpreis, der im Jahr 2009 eingerichtet wurde.
Der Nominierungs- und Vergabeprozess gleicht dem des Japan Bookseller Awards. Verliehen werden die CD Shop Awards durch die All-Japan CD Shop Clerks Union (全日本CDショップ店員組合 Zen’nihon CD shoppu ten’in kumiai). Beim Grand Prix wird das beste Werk des vorangegangenen Musikjahres ausgezeichnet. Seit 2019 wird der Preis des Großen Preises in zwei Kategorien vergeben. Neben etablierten Künstlern werden seither auch Werke neuer Künstler ausgezeichnet.
Daneben wurden auch genrespezifische Preise verliehen. Seit 2010 werden auch westliche Werke in einer eigenen Kategorie ausgezeichnet, wobei es im Jahr 2010 ebenfalls einen Großen Preis gab.

## Nominierungs- und Vergabeprozess
Der Preis wird von der All-Japan CD Shop Clerks Union vergeben. Musikverkäufer aus ganz Japan reichen Vorschläge für eine Nominierung bei der Vereinigung ein. Nominierungsberechtigt sind Werke, die im vorausgegangenen Jahr in Japan veröffentlicht wurden. So waren bei der Verleihung des Jahres 2018 Werke aus dem Jahr 2017 für eine Nominierung berechtigt.
Die eingereichten Werke werden von den Mitgliedern der All-Japan CD Shop Clerks Union sowie von den Musikverkäufern des ganzen Landes bewertet und daraus eine Nominiertenliste gebildet, die zum Jahresende veröffentlicht wird. Bis 2020 wurden jährlich zwei Abstimmungen abgehalten, seit 2021 wird lediglich einmal abgestimmt. Seit 2019 wird der Große Preis in zwei Kategorien vergeben: Rot für das beste Werk eines etablierten Künstlers und Blau für das beste Werk eines aufstrebenden Künstlers.
Zudem gibt es eine regionale Auszeichnung, die in elf Preise für jeden Bezirk unterteilt ist.

## Wahrnehmung
Die erste Preisverleihung wurde in einem Geschäft der Handelskette HMV in Shibuya abgehalten. Die erste Verleihung fand weder bei den Musiklabels noch bei den Musikverkäufern großen Anklang, sodass auch die Berichterstattung in den Medien überschaubar blieb. Infolgedessen blieben auch die Preisträger der Veranstaltung größtenteils fern. Lediglich ein Mitglied der Musikgruppe Ohashi Trio war bei der Zeremonie anwesend.
Dies änderte sich bei der Vergabe des zweiten Preises, welche in Zusammenarbeit mit diversen Labels veranstaltet wurde, nachdem diese erkannten, dass die physischen Musikverkäufe nach der Preisverleihung angekurbelt werden konnten. Von den Gewinnern in der Kategorie der westlichen Musik war keiner anwesend. Lediglich Lady Gaga sendete ein Schriftstück mit dem Wort „Danke“ ein, während die Zweitplatzierte Diane Birch eine Videobotschaft sendete.
Aufgrund der Ähnlichkeit zum Japan Booksellers’ Award werden die CD Shop Awards als Äquivalent zum Literaturpreis im Bereich der Musik betrachtet.

## Bisherige Austragungen
| Nr. | Verleihungsort                      | Datum           | Nominierungsphase                     | Abstimmungsphase                    |
| --- | ----------------------------------- | --------------- | ------------------------------------- | ----------------------------------- |
| 1   | HMV Shibuya                         | 12. Mai 2009    | 17. November 2008 – 20. Januar 2009   | 06. Februar 2009 – 05. März 2009    |
| 2   | Shibuya Boxx                        | 21. Januar 2010 | 02. – 16. November 2009               | 26. November – 8. Dezember 2009     |
| 3   | Shibuya WWW                         | 20. Januar 2011 | 04. – 18. Oktober 2010                | 10. – 22. November 2010             |
| 4   | Shibuya Boxx                        | 20. Januar 2012 | 10. – 20. Dezember 2011               | 10. – 20. Januar 2012               |
| 5   | ZEPP DiverCity                      | 07. März 2013   | 20. Juni – 03. Juli 2012              | 07. – 17. Dezember 2012             |
| 6   | ZEPP Tokyo                          | 06. März 2014   | 20. Juni – 03. Juli 2013              | 01. – 15. Dezember 2013             |
| 7   | Future SEVEN                        | 09. März 2015   | 20. Juni – 03. Juli 2014              | 01. – 15. Dezember 2014             |
| 8   | Future SEVEN                        | 09. März 2016   | 19. Juni – 03. Juli 2015              | 30. November – 14. Dezember 2015    |
| 9   | Future SEVEN                        | 13. März 2017   | 27. Juni – 10. Juli 2016              | 01. – 22. Dezember 2016             |
| 10  | Shirokane Tanakawa Selene b2        | 08. März 2018   | 14. – 30. Juli 2017                   | 01. – 21. Dezember 2017             |
| 11  | Shirokane Tanakawa Selene b2        | 18. März 2019   | 01. – 31. August 2018                 | 03. – 23. Dezember 2018             |
| 12  | Kitazawa Town Hall                  | 12. März 2020   | 02. – 19. Dezember 2019               | 08. – 16. Januar 2020               |
| 13  | unter Ausschluss der Öffentlichkeit | 23. März 2021   | 10. – 17. Dezember 2020               | 06. – 13. Januar 2021               |
| 14  | unter Ausschluss der Öffentlichkeit | 03. März 2022   | 08. – 17. Dezember 2021               | 27. Dezember 2021 – 10. Januar 2022 |
| 15  | Shibuya Stream                      | 02. März 2023   | 09. – 16. Dezember 2022               | 06. – 13. Januar 2023               |
| 16  | Tower Records Shibuya               | 08. März 2024   | 30. November – 17. Dezember 2023      | 10. – 18. Januar 2024               |
| 17  | Tower Records Shibuya               | 06. März 2025   | 01. Dezember 2023 – 30. November 2024 | 10. – 18. Januar 2025               |

## Gewinner nach Jahren

### Grand Prix
| Jahr | Künstler                   | ausgezeichnetes Werk | Quelle |
| ---- | -------------------------- | -------------------- | ------ |
| 2009 | Sōtaisei Riron             | Shifon Shugi         | [ 5 ]  |
| 2010 | The Bawdies                | This Is My Story     | [ 6 ]  |
| 2011 | Andymori                   | Fanfare to Nekkyō    | [ 7 ]  |
| 2012 | Momoiro Clover Z           | Battle and Romance   | [ 8 ]  |
| 2013 | Man with a Mission         | Mash Up the World    | [ 9 ]  |
| 2014 | Maximum the Hormone        | Yoshū Fukushū        | [ 10 ] |
| 2015 | Babymetal                  | Babymetal            | [ 11 ] |
| 2016 | Gen Hoshino                | Yellow Dancer        | [ 12 ] |
| 2017 | Hikaru Utada               | Fantôme              | [ 13 ] |
| 2018 | Kenshi Yonezu              | Bootleg              | [ 14 ] |
| 2019 | Rot 1: Gen Hoshino         | Pop Virus            | [ 15 ] |
| 2019 | Blau 2: Orisaka Yuta       | Heisei               | [ 15 ] |
| 2020 | Rot: Official Hige Dandism | Traveler             | [ 16 ] |
| 2020 | Blau: Kaneko Ayano         | Sansan               | [ 16 ] |
| 2021 | Rot: Kenshi Yonezu         | Stray Sheep          | [ 17 ] |
| 2021 | Blau: Fujii Kaze           | Help Ever Hurt Never | [ 17 ] |
| 2022 | Rot: Official Hige Dandism | Editorial            | [ 18 ] |
| 2022 | Blau: WurtS                | Once Upon A Revival  | [ 18 ] |
| 2023 | Rot: Fujii Kaze            | Love All Serve All   | [ 19 ] |
| 2023 | Blau: Hitsujibungaku       | Our Hope             | [ 19 ] |
| 2024 | Rot: Mrs. Green Apple      | Antenna              | [ 20 ] |
| 2024 | Blau: Atarashii Gakko!     | Maningen             | [ 20 ] |
| 2025 | Rot: Satoko Shibata        | Your Favorite Things | [ 21 ] |
| 2025 | Blau: Rikon Densetsu       | Rikon Densetsu       | [ 21 ] |

### Westliche Musik
| Jahr | Künstler                           | ausgezeichnetes Werk                     | Quelle |
| ---- | ---------------------------------- | ---------------------------------------- | ------ |
| 2010 | Lady Gaga 3                        | The Fame                                 | [ 6 ]  |
| 2010 | Diane Birch 4                      | Bible Belt                               | [ 6 ]  |
| 2010 | The Pains of Being Pure at Heart 4 | The Pains of Being Pure at Heart         | [ 6 ]  |
| 2011 | The Drums                          | The Drums                                | [ 7 ]  |
| 2011 | Maroon 5                           | Hands All Over                           | [ 7 ]  |
| 2011 | Vampire Weekend                    | Contra                                   | [ 7 ]  |
| 2012 | Foster the People                  | Torches                                  | [ 8 ]  |
| 2013 | Muse                               | The 2nd Law                              | [ 9 ]  |
| 2014 | Paul McCartney                     | New                                      | [ 10 ] |
| 2015 | Pharrell Williams                  | Girl                                     | [ 11 ] |
| 2016 | Adele                              | 25                                       | [ 12 ] |
| 2017 | Bruno Mars                         | 24K Magic                                | [ 13 ] |
| 2018 | Ed Sheeran                         | ÷ Divide                                 | [ 14 ] |
| 2019 | Tom Misch                          | Geography                                | [ 15 ] |
| 2020 | Western Music Award: Billie Eilish | When We All Fall Asleep, Where Do We Go? | [ 16 ] |
| 2020 | Special Award: Tool                | Fear Inoculum                            | [ 16 ] |
| 2021 | Beabadoobee                        | Fake It Flowers                          | [ 17 ] |
| 2022 | Måneskin                           | Teatro d’ira – Vol. I                    | [ 18 ] |
| 2023 | Harry Styles                       | Harry’s House                            | [ 19 ] |
| 2024 | Olivia Rodrigo                     | Guts                                     | [ 20 ] |
| 2025 | Charli XCX                         | Brat                                     | [ 21 ] |